# Steel City derby
Lo Steel City derby è un derby locale tra Sheffield United e Sheffield Wednesday, le due squadre professionistiche del sistema dei campionati di calcio inglese della città di Sheffield, in Inghilterra.

## Storia
Le squadre si sono affrontate per la prima volta il 15 dicembre 1890, quando il Wednesday ospitò lo Sheffield United, da poco fondato, all'Olive Grove in un'amichevole vinta 2-1 dalla squadra di casa.
Il primo derby ufficiale si giocò il 16 ottobre 1893, durante la stagione 1893-1994 nel calcio inglese|, dopo la promozione dello United in massima serie. L'incontro terminò 1-1.
La maggior parte dei derby di Steel City si è disputata nelle prime due divisioni del calcio inglese, con solo due stagioni (1979-80 e 2011-12) che hanno visto entrambe le squadre in terza divisione.
Alan Quinn è stato il primo giocatore a segnare un gol per entrambe le squadre in un derby di Steel City. Andò a segno per lo Sheffield Wednesday nella sconfitta per 3-1 contro lo United a Bramall Lane nel febbraio 2003. Passato allo United dal Wednesday nel 2004, segnò il gol della vittoria per lo Sheffield United nel successo per 1-0 a Bramall Lane il 4 dicembre 2005.

## Statistiche
Aggiornata al 10 novembre 2024
| Competizione            | Giocate | Vittorie Sheffield Utd | Pareggi | Vittorie Sheffield Weds | Gol Sheffield Utd | Gol Sheffield Weds |
| ----------------------- | ------- | ---------------------- | ------- | ----------------------- | ----------------- | ------------------ |
| Campionato              | 119     | 44                     | 39      | 36                      | 162               | 149                |
| FA Cup                  | 9       | 3                      | 3       | 3                       | 14                | 13                 |
| League Cup              | 3       | 0                      | 1       | 2                       | 2                 | 5                  |
| Full Members Cup        | 1       | 0                      | 0       | 1                       | 2                 | 3                  |
| Totale ufficiale        | 132     | 47                     | 43      | 42                      | 180               | 170                |
| Wharncliffe Charity Cup | 1       | 0                      | 0       | 1                       | 1                 | 2                  |
| Altre partite           | 12      | 3                      | 4       | 5                       | 15                | 23                 |
| Totale                  | 145     | 50                     | 47      | 48                      | 196               | 195                |

## Risultati
La seguente tabella riporta tutti i risultati ottenuti dalle due squadre in ognuna delle partite ufficiali giocate tra loro.
| Nº  | Data       | Stadio          | Competizione                  | Squadra in casa | Risultato | Squadra in trasferta | Spettatori |
| --- | ---------- | --------------- | ----------------------------- | --------------- | --------- | -------------------- | ---------- |
| 1   | 16/10/1893 | Bramall Lane    | First Division 1893-1894      | Sheffield Utd   | 1 – 1     | Sheffield Weds       |            |
| 2   | 13/11/1893 | Olive Grove     | First Division 1893-1894      | Sheffield Weds  | 1 – 2     | Sheffield Utd        |            |
| 3   | 27/10/1894 | Olive Grove     | First Division 1894-1895      | Sheffield Weds  | 2 – 3     | Sheffield Utd        |            |
| 4   | 12/01/1895 | Bramall Lane    | First Division 1894-1895      | Sheffield Utd   | 1 – 0     | Sheffield Weds       |            |
| 5   | 26/12/1895 | Bramall Lane    | First Division 1895-1896      | Sheffield Utd   | 1 – 1     | Sheffield Weds       |            |
| 6   | 07/09/1896 | Olive Grove     | First Division 1895-1896      | Sheffield Weds  | 1 – 0     | Sheffield Utd        |            |
| 7   | 26/12/1896 | Bramall Lane    | First Division 1896-1897      | Sheffield Utd   | 2 – 0     | Sheffield Weds       |            |
| 8   | 02/03/1897 | Olive Grove     | First Division 1896-1897      | Sheffield Weds  | 1 – 1     | Sheffield Utd        |            |
| 9   | 16/10/1897 | Olive Grove     | First Division 1897-1898      | Sheffield Weds  | 0 – 1     | Sheffield Utd        |            |
| 10  | 27/12/1897 | Bramall Lane    | First Division 1897-1898      | Sheffield Utd   | 1 – 1     | Sheffield Weds       |            |
| 11  | 26/12/1898 | Bramall Lane    | First Division 1898-1899      | Sheffield Utd   | 2 – 1     | Sheffield Weds       |            |
| 12  | 03/10/1899 | Hillsborough    | First Division 1898-1899      | Sheffield Weds  | 1 – 1     | Sheffield Utd        |            |
| 13  | 17/02/1900 | Bramall Lane    | FA Cup 1899-1900              | Sheffield Utd   | 1 – 1     | Sheffield Weds       | 28,374     |
| 14  | 19/02/1900 | Hillsborough    | FA Cup 1899-1900              | Sheffield Weds  | 0 – 2     | Sheffield Utd        | 23,000     |
| 15  | 15/12/1900 | Bramall Lane    | First Division 1900-1901      | Sheffield Utd   | 1 – 0     | Sheffield Weds       |            |
| 16  | 29/04/1901 | Hillsborough    | First Division 1900-1901      | Sheffield Weds  | 1 – 0     | Sheffield Utd        |            |
| 17  | 02/11/1901 | Hillsborough    | First Division 1901-1902      | Sheffield Weds  | 1 – 0     | Sheffield Utd        |            |
| 18  | 01/03/1902 | Bramall Lane    | First Division 1901-1902      | Sheffield Utd   | 3 – 0     | Sheffield Weds       |            |
| 19  | 01/09/1902 | Bramall Lane    | First Division 1902-1903      | Sheffield Utd   | 2 – 3     | Sheffield Weds       |            |
| 20  | 11/10/1903 | Hillsborough    | First Division 1902-1903      | Sheffield Weds  | 0 – 1     | Sheffield Utd        |            |
| 21  | 12/12/1903 | Bramall Lane    | First Division 1903-1904      | Sheffield Utd   | 1 – 1     | Sheffield Weds       |            |
| 22  | 09/041904  | Hillsborough    | First Division 1903-1904      | Sheffield Weds  | 3 – 0     | Sheffield Utd        |            |
| 23  | 10/12/1904 | Hillsborough    | First Division 1904-1905      | Sheffield Weds  | 1 – 3     | Sheffield Utd        |            |
| 24  | 08/04/1905 | Bramall Lane    | First Division 1904-1905      | Sheffield Utd   | 4 – 2     | Sheffield Weds       |            |
| 25  | 21/10/1905 | Bramall Lane    | First Division 1905-1906      | Sheffield Utd   | 0 – 2     | Sheffield Weds       |            |
| 26  | 18/04/1906 | Hillsborough    | First Division 1905-1906      | Sheffield Weds  | 1 – 0     | Sheffield Utd        |            |
| 27  | 03/11/1906 | Hillsborough    | First Division 1906-1907      | Sheffield Weds  | 2 – 2     | Sheffield Utd        |            |
| 28  | 04/05/1907 | Bramall Lane    | First Division 1906-1907      | Sheffield Utd   | 2 – 1     | Sheffield Weds       |            |
| 29  | 09/11/1907 | Bramall Lane    | First Division 1907-1908      | Sheffield Utd   | 1 – 3     | Sheffield Weds       |            |
| 30  | 07/03/1908 | Hillsborough    | First Division 1907-1908      | Sheffield Weds  | 2 – 0     | Sheffield Utd        |            |
| 31  | 25/12/1908 | Hillsborough    | First Division 1908-1909      | Sheffield Weds  | 1 – 0     | Sheffield Utd        |            |
| 32  | 26/12/1908 | Bramall Lane    | First Division 1908-1909      | Sheffield Utd   | 2 – 1     | Sheffield Weds       |            |
| 33  | 06/11/1909 | Bramall Lane    | First Division 1909-1910      | Sheffield Utd   | 3 – 3     | Sheffield Weds       |            |
| 34  | 19/03/1910 | Hillsborough    | First Division 1909-1910      | Sheffield Weds  | 1 – 3     | Sheffield Utd        |            |
| 35  | 22/10/1910 | Hillsborough    | First Division 1910-1911      | Sheffield Weds  | 2 – 0     | Sheffield Utd        |            |
| 36  | 25/02/1911 | Bramall Lane    | First Division 1910-1911      | Sheffield Utd   | 0 – 1     | Sheffield Weds       |            |
| 37  | 04/11/1911 | Bramall Lane    | First Division 1911-1912      | Sheffield Utd   | 1 – 1     | Sheffield Weds       |            |
| 38  | 09/03/1912 | Hillsborough    | First Division 1911-1912      | Sheffield Weds  | 1 – 1     | Sheffield Utd        |            |
| 39  | 26/10/1912 | Hillsborough    | First Division 1912-1913      | Sheffield Weds  | 1 – 0     | Sheffield Utd        |            |
| 40  | 01/03/1913 | Bramall Lane    | First Division 1912-1913      | Sheffield Utd   | 0 – 2     | Sheffield Weds       |            |
| 41  | 25/10/1913 | Bramall Lane    | First Division 1913-1914      | Sheffield Utd   | 0 – 1     | Sheffield Weds       |            |
| 42  | 28/02/1914 | Hillsborough    | First Division 1913-1914      | Sheffield Weds  | 2 – 1     | Sheffield Utd        |            |
| 43  | 04/09/1914 | Bramall Lane    | First Division 1914-1915      | Sheffield Utd   | 0 – 1     | Sheffield Weds       |            |
| 44  | 02/01/1915 | Hillsborough    | First Division 1914-1915      | Sheffield Weds  | 1 – 1     | Sheffield Utd        |            |
| 45  | 27/09/1919 | Hillsborough    | First Division 1919-1920      | Sheffield Weds  | 2 – 1     | Sheffield Utd        |            |
| 46  | 04/10/1919 | Bramall Lane    | First Division 1919-1920      | Sheffield Utd   | 3 – 0     | Sheffield Weds       |            |
| 47  | 31/01/1925 | Bramall Lane    | FA Cup 1924-1925              | Sheffield Utd   | 3 – 2     | Sheffield Weds       | 40,256     |
| 48  | 28/08/1926 | Hillsborough    | First Division 1926-1927      | Sheffield Weds  | 2 – 3     | Sheffield Utd        |            |
| 49  | 15/01/1927 | Bramall Lane    | First Division 1926-1927      | Sheffield Utd   | 2 – 0     | Sheffield Weds       |            |
| 50  | 24/09/1927 | Bramall Lane    | First Division 1927-1928      | Sheffield Utd   | 1 – 1     | Sheffield Weds       |            |
| 51  | 04/02/1928 | Hillsborough    | First Division 1927-1928      | Sheffield Weds  | 3 – 3     | Sheffield Utd        |            |
| 52  | 18/02/1928 | Hillsborough    | FA Cup 1927-1928              | Sheffield Weds  | 1 – 1     | Sheffield Utd        | 57,076     |
| 53  | 22/02/1928 | Bramall Lane    | FA Cup 1927-1928              | Sheffield Utd   | 4 – 1     | Sheffield Weds       | 59,447     |
| 54  | 22/09/1928 | Hillsborough    | First Division 1928-1929      | Sheffield Weds  | 5 – 2     | Sheffield Utd        |            |
| 55  | 02/02/1929 | Bramall Lane    | First Division 1928-1929      | Sheffield Utd   | 1 – 1     | Sheffield Weds       |            |
| 56  | 28/09/1929 | Bramall Lane    | First Division 1929-1930      | Sheffield Utd   | 2 – 2     | Sheffield Weds       | 47,038     |
| 57  | 01/02/1930 | Hillsborough    | First Division 1929-1930      | Sheffield Weds  | 1 – 1     | Sheffield Utd        | 54,459     |
| 58  | 06/09/1930 | Bramall Lane    | First Division 1930-1931      | Sheffield Utd   | 1 – 1     | Sheffield Weds       | 36,738     |
| 59  | 03/01/1931 | Hillsborough    | First Division 1930-1931      | Sheffield Weds  | 1 – 3     | Sheffield Utd        | 33,322     |
| 60  | 21/11/1931 | Hillsborough    | First Division 1931-1932      | Sheffield Weds  | 2 – 1     | Sheffield Utd        | 25,823     |
| 61  | 02/04/1932 | Bramall Lane    | First Division 1931-1932      | Sheffield Utd   | 1 – 1     | Sheffield Weds       | 37,872     |
| 62  | 24/09/1932 | Hillsborough    | First Division 1932-1933      | Sheffield Weds  | 3 – 3     | Sheffield Utd        | 24,804     |
| 63  | 04/02/1933 | Bramall Lane    | First Division 1932-1933      | Sheffield Utd   | 2 – 3     | Sheffield Weds       | 32,608     |
| 64  | 21/10/1933 | Hillsborough    | First Division 1933-1934      | Sheffield Weds  | 0 – 1     | Sheffield Utd        | 28,049     |
| 65  | 03/03/1934 | Bramall Lane    | First Division 1933-1934      | Sheffield Utd   | 5 – 1     | Sheffield Weds       | 32,318     |
| 66  | 16/10/1937 | Hillsborough    | Second Division 1937-1938     | Sheffield Weds  | 0 – 1     | Sheffield Utd        | 51,893     |
| 67  | 26/02/1938 | Bramall Lane    | Second Division 1937-1938     | Sheffield Utd   | 2 – 1     | Sheffield Weds       | 50,827     |
| 68  | 29/10/1938 | Bramall Lane    | Second Division 1938-1939     | Sheffield Utd   | 0 – 0     | Sheffield Weds       | 44,909     |
| 69  | 04/03/1939 | Hillsborough    | Second Division 1938-1939     | Sheffield Weds  | 1 – 0     | Sheffield Utd        | 48,891     |
| 70  | 17/09/1949 | Hillsborough    | Second Division 1949-1950     | Sheffield Weds  | 2 – 1     | Sheffield Utd        | 55,555     |
| 71  | 21/01/1950 | Bramall Lane    | Second Division 1949-1950     | Sheffield Utd   | 2 – 0     | Sheffield Weds       | 51,644     |
| 72  | 08/09/1951 | Bramall Lane    | Second Division 1951-1952     | Sheffield Utd   | 7 – 3     | Sheffield Weds       | 52,045     |
| 73  | 05/01/1952 | Hillsborough    | Second Division 1951-1952     | Sheffield Weds  | 1 – 3     | Sheffield Utd        | 65,384     |
| 74  | 12/09/1953 | Bramall Lane    | First Division 1953-1954      | Sheffield Utd   | 2 – 0     | Sheffield Weds       | 45,463     |
| 75  | 09/01/1954 | Hillsborough    | FA Cup 1953-1954              | Sheffield Weds  | 1 – 1     | Sheffield Utd        | 61,250     |
| 76  | 13/01/1954 | Bramall Lane    | FA Cup 1953-1954              | Sheffield Utd   | 1 – 3     | Sheffield Weds       | 40,847     |
| 77  | 23/01/1954 | Hillsborough    | First Division 1953-1954      | Sheffield Weds  | 3 – 2     | Sheffield Utd        | 43,231     |
| 78  | 18/09/1954 | Bramall Lane    | First Division 1954-1955      | Sheffield Utd   | 1 – 0     | Sheffield Weds       | 37,308     |
| 79  | 05/02/1955 | Hillsborough    | First Division 1954-1955      | Sheffield Weds  | 1 – 2     | Sheffield Utd        | 36,176     |
| 80  | 04/10/1958 | Hillsborough    | Second Division 1958-1959     | Sheffield Weds  | 2 – 0     | Sheffield Utd        | 46,404     |
| 81  | 21/02/1959 | Bramall Lane    | Second Division 1958-1959     | Sheffield Utd   | 1 – 0     | Sheffield Weds       | 43,919     |
| 82  | 12/03/1960 | Bramall Lane    | FA Cup 1959-1960              | Sheffield Utd   | 0 – 2     | Sheffield Weds       | 61,180     |
| 83  | 16/09/1961 | Bramall Lane    | First Division 1961-1962      | Sheffield Utd   | 1 – 0     | Sheffield Weds       | 38,497     |
| 84  | 03/02/1962 | Hillsborough    | First Division 1961-1962      | Sheffield Weds  | 1 – 2     | Sheffield Utd        | 50,937     |
| 85  | 06/10/1962 | Bramall Lane    | First Division 1962-1963      | Sheffield Utd   | 2 – 2     | Sheffield Weds       | 42,687     |
| 86  | 15/05/1963 | Hillsborough    | First Division 1962-1963      | Sheffield Weds  | 3 – 1     | Sheffield Utd        | 41,585     |
| 87  | 14/09/1963 | Bramall Lane    | First Division 1963-1964      | Sheffield Utd   | 1 – 1     | Sheffield Weds       | 35,276     |
| 88  | 18/01/1964 | Hillsborough    | First Division 1963-1964      | Sheffield Weds  | 3 – 0     | Sheffield Utd        | 42,898     |
| 89  | 05/09/1964 | Hillsborough    | First Division 1964-1965      | Sheffield Weds  | 0 – 2     | Sheffield Utd        | 32,684     |
| 90  | 02/01/1965 | Bramall Lane    | First Division 1964-1965      | Sheffield Utd   | 2 – 3     | Sheffield Weds       | 37,190     |
| 91  | 18/09/1965 | Bramall Lane    | First Division 1965-1966      | Sheffield Utd   | 1 – 0     | Sheffield Weds       | 35,655     |
| 92  | 12/03/1966 | Hillsborough    | First Division 1965-1966      | Sheffield Weds  | 2 – 2     | Sheffield Utd        | 34,045     |
| 93  | 24/09/1966 | Hillsborough    | First Division 1966-1967      | Sheffield Weds  | 2 – 2     | Sheffield Utd        | 43,557     |
| 94  | 04/02/1967 | Bramall Lane    | First Division 1966-1967      | Sheffield Utd   | 1 – 0     | Sheffield Weds       | 43,490     |
| 95  | 02/09/1967 | Bramall Lane    | First Division 1967-1968      | Sheffield Utd   | 0 – 1     | Sheffield Weds       | 36,258     |
| 96  | 06/01/1968 | Hillsborough    | First Division 1967-1968      | Sheffield Weds  | 1 – 1     | Sheffield Utd        | 43,020     |
| 97  | 03/10/1970 | Bramall Lane    | Second Division 1970-1971     | Sheffield Utd   | 3 – 2     | Sheffield Weds       | 39,983     |
| 98  | 12/04/1971 | Hillsborough    | Second Division 1970-1971     | Sheffield Weds  | 0 – 0     | Sheffield Utd        | 47,592     |
| 99  | 26/12/1979 | Hillsborough    | Third Division 1979-1980      | Sheffield Weds  | 4 – 0     | Sheffield Utd        | 49,309     |
| 100 | 05/04/1980 | Bramall Lane    | Third Division 1979-1980      | Sheffield Utd   | 1 – 1     | Sheffield Weds       | 45,156     |
| 101 | 09/08/1980 | Hillsborough    | League Cup 1980-1981          | Sheffield Weds  | 2 – 0     | Sheffield Utd        | 23,989     |
| 102 | 12/08/1980 | Bramall Lane    | League Cup 1980-1981          | Sheffield Utd   | 1 – 1     | Sheffield Weds       | 25,588     |
| 103 | 21/11/1989 | Hillsborough    | Full Members' Cup 1989-1990   | Sheffield Weds  | 3 – 2     | Sheffield Utd        | 30,464     |
| 104 | 17/11/1991 | Bramall Lane    | First Division 1991-1992      | Sheffield Utd   | 2 – 0     | Sheffield Weds       | 31,832     |
| 105 | 11/03/1992 | Hillsborough    | First Division 1991-1992      | Sheffield Weds  | 1 – 3     | Sheffield Utd        | 40,327     |
| 106 | 08/11/1992 | Bramall Lane    | Premier League 1992-1993      | Sheffield Utd   | 1 – 1     | Sheffield Weds       | 30,039     |
| 107 | 03/04/1993 | Wembley Stadium | FA Cup 1992-1993              | Sheffield Weds  | 2 – 1     | Sheffield Utd        | 75,364     |
| 108 | 21/04/1993 | Hillsborough    | Premier League 1992-1993      | Sheffield Weds  | 1 – 1     | Sheffield Utd        | 38,688     |
| 109 | 23/10/1993 | Bramall Lane    | Premier League 1993-1994      | Sheffield Utd   | 1 – 1     | Sheffield Weds       | 30,044     |
| 110 | 22/01/1994 | Hillsborough    | Premier League 1993-1994      | Sheffield Weds  | 3 – 1     | Sheffield Utd        | 34,959     |
| 111 | 01/11/2000 | Hillsborough    | League Cup 2000-2001          | Sheffield Weds  | 2 – 1     | Sheffield Utd        | 32,283     |
| 112 | 16/12/2000 | Bramall Lane    | First Division 2000-2001      | Sheffield Utd   | 1 – 1     | Sheffield Weds       | 25,156     |
| 113 | 01/04/2001 | Hillsborough    | First Division 2000-2001      | Sheffield Weds  | 1 – 2     | Sheffield Utd        | 38,433     |
| 114 | 07/10/2001 | Hillsborough    | First Division 2001-2002      | Sheffield Weds  | 0 – 0     | Sheffield Utd        | 29,281     |
| 115 | 29/01/2002 | Bramall Lane    | First Division 2001-2002      | Sheffield Utd   | 0 – 0     | Sheffield Weds       | 29,364     |
| 116 | 01/09/2002 | Hillsborough    | First Division 2002-2003      | Sheffield Weds  | 2 – 0     | Sheffield Utd        | 27,075     |
| 117 | 17/01/2003 | Bramall Lane    | First Division 2002-2003      | Sheffield Utd   | 3 – 1     | Sheffield Weds       | 28,179     |
| 118 | 03/12/2005 | Bramall Lane    | EFL Championship 2005-2006    | Sheffield Utd   | 1 – 0     | Sheffield Weds       | 30,558     |
| 119 | 18/02/2006 | Hillsborough    | EFL Championship 2005-2006    | Sheffield Weds  | 1 – 2     | Sheffield Utd        | 33,439     |
| 120 | 19/01/2008 | Hillsborough    | EFL Championship 2007-2008    | Sheffield Weds  | 2 – 0     | Sheffield Utd        | 30,486     |
| 121 | 08/04/2008 | Bramall Lane    | EFL Championship 2007-2008    | Sheffield Utd   | 2 – 2     | Sheffield Weds       | 31,760     |
| 122 | 19/10/2008 | Hillsborough    | EFL Championship 2008-2009    | Sheffield Weds  | 1 – 0     | Sheffield Utd        | 30,441     |
| 123 | 07/02/2009 | Bramall Lane    | EFL Championship 2008-2009    | Sheffield Utd   | 1 – 2     | Sheffield Weds       | 30,786     |
| 124 | 18/09/2009 | Bramall Lane    | EFL Championship 2009-2010    | Sheffield Utd   | 3 – 2     | Sheffield Weds       | 29,210     |
| 125 | 18/04/2010 | Hillsborough    | EFL Championship 2009-2010    | Sheffield Weds  | 1 – 1     | Sheffield Utd        | 35,485     |
| 126 | 16/10/2011 | Bramall Lane    | Football League One 2011-2012 | Sheffield Utd   | 2 – 2     | Sheffield Weds       | 28,136     |
| 127 | 26/02/2012 | Hillsborough    | Football League One 2011-2012 | Sheffield Weds  | 1 – 0     | Sheffield Utd        | 36,364     |
| 128 | 24/09/2017 | Hillsborough    | EFL Championship 2017-2018    | Sheffield Weds  | 2 – 4     | Sheffield Utd        | 32,839     |
| 129 | 12/01/2018 | Bramall Lane    | EFL Championship 2017-2018    | Sheffield Utd   | 0 – 0     | Sheffield Weds       | 31,120     |
| 130 | 09/11/2018 | Bramall Lane    | EFL Championship 2018-2019    | Sheffield Utd   | 0 – 0     | Sheffield Weds       | 30,261     |
| 131 | 04/03/2019 | Hillsborough    | EFL Championship 2018-2019    | Sheffield Weds  | 0 – 0     | Sheffield Utd        | 31,630     |
| 132 | 10/11/2024 | Bramall Lane    | EFL Championship 2024-2025    | Sheffield Utd   | 1 – 0     | Sheffield Weds       | 31,127     |
| 133 | 16/03/2025 | Hillsborough    | EFL Championship 2024-2025    | Sheffield Weds  | 0 – 1     | Sheffield Utd        | 33,827     |